# Abigail Williams (1681-1697)
 (décembre 2017).
Si vous disposez d'ouvrages ou d'articles de référence ou si vous connaissez des sites web de qualité traitant du thème abordé ici, merci de compléter l'article en donnant les références utiles à sa vérifiabilité et en les liant à la section « Notes et références ».
 (mars 2021).
Pour les articles homonymes, voir Abigail Williams et Williams.

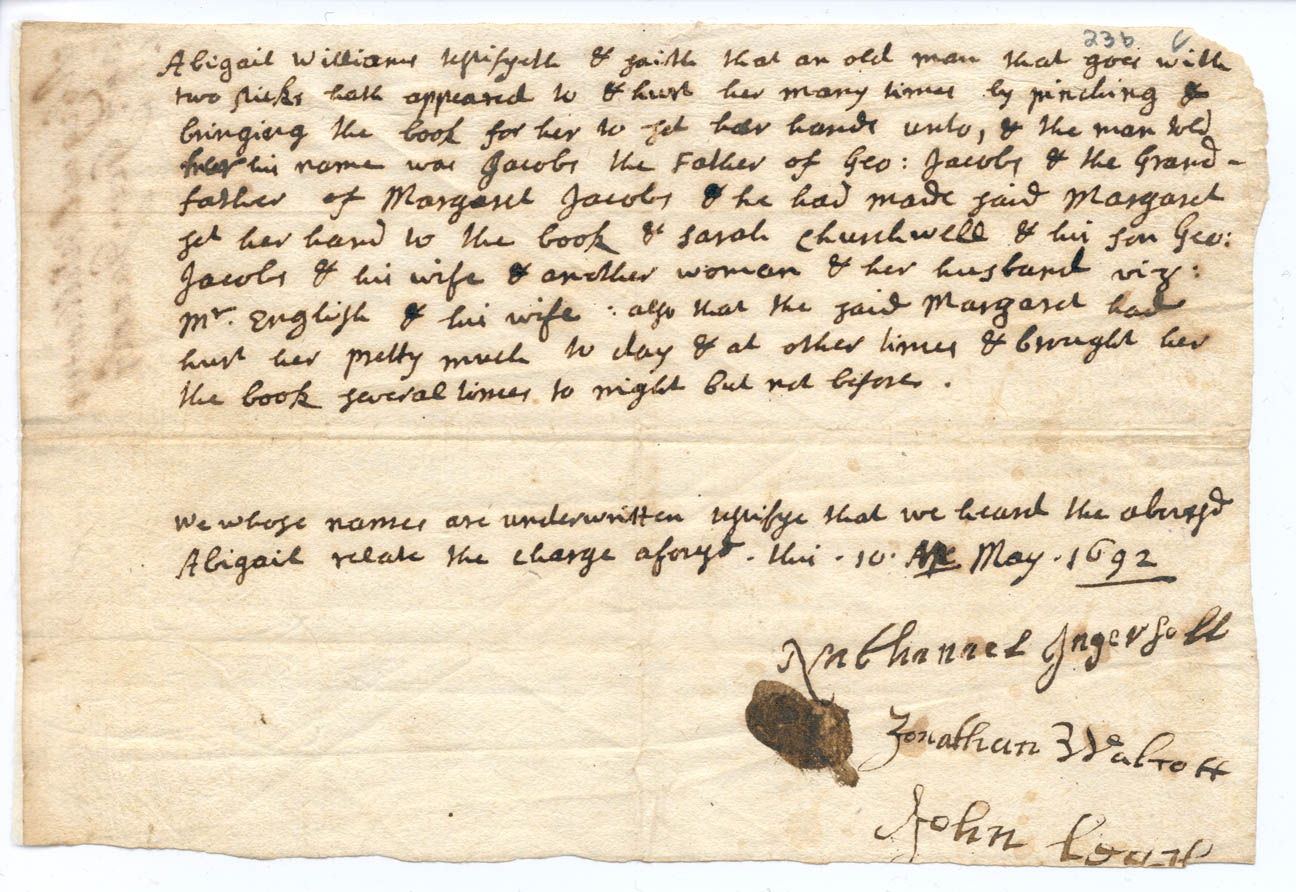
Témoignage d'Abigail Willians contre George Jacobs, Jr.

Abigail Williams (née le 12 juillet 1680 et morte en octobre 1697) est la nièce du révérend Samuel Parris.
Elle était une des jeunes filles soi-disant possédées, une grande accusatrice pendant le procès de Salem.
Abigail vivait avec Samuel Parris, son oncle, mais aussi le révérend et le père de Betty Parris, une autre des filles possédées. On ne sait pas pourquoi Abigail vivait avec les Parris, mais des historiens affirment que ce fut après la mort de ses parents.
Abigail et Betty furent toutes deux les premières à présenter des « signes » : elles hurlaient à la lune et on retrouvait des marques sur leurs bras. Une théorie affirme qu'elles jouaient la comédie pour pouvoir échapper aux corvées qui les fatiguaient trop.
Pendant les procès, Abigail accusa de nombreuses personnes de sorcellerie ; notamment Sarah Good, Tituba (la servante amérindienne des Parris), Sarah Osbourne et Martha Corey.
Le 31 mars, les colons organisèrent un jeûne public en raison d'activités suspectes dans le bourg. Abigail Williams prétendit alors qu'elle avait assisté à un sacrement de sorcières ce jour-là dans une maison du village. Elle aurait vu les sorcières manger et boire de la chair et du sang, apparus sous la forme d'un pain rouge et d'un verre rouge. Lors de l'examen d'Elizabeth Proctor et Sarah Cloyces le 11 avril 1692, lorsque le juge Danforth questionne Abigail Williams, elle répond - selon les documents judiciaires : 

« Q. Abigail Williams ! avez-vous vu une compagnie à la maison de M. Parris manger et boire ?

A. Oui, Monsieur, c'était leur sacrement.

Q. Combien étaient-ils ? 

A. Environ quarante, et [Sarah] Cloyse et [Sarah] Good étaient leurs diacres.

Q. Qu'était-ce ?

A. Ils ont dit que c'était notre sang, et ils en ont eu deux fois ce jour-là. »

— Examination of Sarah Cloyse and Elizabeth Proctor, 11 avril 1692
Ce fut au cours de cet examen qu'Abigail Williams et les autres blondes affligées se retournèrent contre John Proctor et l'accusèrent de sorcellerie lui aussi. Elles l'accusèrent parce que John Proctor considérait les paroles des filles comme des mensonges.
Dans la pièce d'Arthur Miller en 1953, Abigail Williams est un personnage principal. Elle est amoureuse de John Proctor et accuse Elizabeth Proctor de sorcellerie pour se marier avec lui. Ce n'est sûrement pas arrivé étant donné la différence d'âge de ces deux personnes (11 ans contre 60 ans), dont il est dit qu'elles ne se connaissaient pas avant l'affaire.
Liste des personnes qu'Abigail Williams accusa pendant l'affaire : 
- Arthur Abbott
- John Alden, Jr
- Daniel Andrews
- Sarah Bassett
- Bridget Bishop
- Edward Bishop
- Sarah Bishop
- Mary Black
- George Burroughs
- Sarah Buckley
- Martha Corey
- Giles Corey
- Elizabeth Colson
- Sarah Cloyce
- Martha Carrier
- Bethia Carter Jr
- Lydia Dustin
- Mary Easty
- Martha Emerson
- Phillip English
- Mary English
- Thomas Farrer
- John Flood
- Elizabeth Fosdick
- Sarah Good
- Elizabeth Hart
- Dorcas Hoar
- Abigail Hobbs
- William Hobbs
- Deliverance Hobbs
- Elizabeth Howe
- Rebecca Jacobs
- George Jacobs, Jr
- George Jacobs, Sr
- Susanna Martin
- Sarah Morey
- Rebecca Nurse
- Sarah Osbourne
- Alice Parker
- Sarah Pease
- Sarah Proctor
- Benjamin Proctor
- William Proctor
- John Proctor
- Elizabeth Proctor
- Anne Pudeator
- Susannah Roots
- Mary De Rich
- Wilmot Redd
- Sarah Rice
- Tituba
- Mary Toothaker
- Roger Toothaker
- Mary Warren
- John Willard
- Sarah Wildes
- Mary Witheridge

Même si Abigail Williams accuse beaucoup d’habitants au début des procès, surtout en mars, avril et mai, elle ne témoigne que contre huit d'entre eux : Mary Easty, George Jacobs Sr, Susannah Martin, Rebecca Nurse, John Proctor, Elizabeth Proctor, Mary Witheridge et John Willard. Elle donne son dernier témoignage le 3 juin 1692.
Après cette date, Williams disparaît des audiences du tribunal, pour des raisons inconnues. Il est possible que son oncle, le révérend Samuel Parris, la renvoya pour l'empêcher de participer davantage dans les procès de sorcières, tout comme il a envoyé sa fille loin, mais il n'y a aucune preuve de cela.
Parmi les personnes que Williams a accusées et / ou celles contre lesquelles elle a témoigné, 15 ont été exécutées, l'un a été torturé à mort. D'autres sont mortes en prison. D'autres encore ont été graciées, jugées non coupable, ont échappé à la prison ou à l'arrestation.
On a mis la faute de toute l'affaire sur Samuel Parris qui a rédigé un essai pour s'excuser. L'essai excuse également Betty Parris et le comportement de Abigail Williams lors des procès, en déclarant que le diable parfois non seulement prend la forme de personnes innocentes, mais aussi trompe. Il quitte Salem Village peu après, en prenant Betty Parris et, très probablement, Abigail Williams avec lui.
Abigail Williams ou Betty Parris n'ont jamais présenté des excuses pour leur rôle dans les procès des sorcières de Salem. Ann Putnam, Jr., fut la seule fille obligée à le faire. Elle présente des excuses écrites à l'église de Salem Village en 1706.
Betty Parris se maria et éleva une famille à Sudbury. Mais il n'y a pas de registres indiquant ce qui est arrivé à Abigail Williams une fois les procès terminés.
Le livre "The Salem Witch Trials" déclare que Williams est morte en 1697 : « Abigail Williams, hantée jusqu'à la fin, est apparemment morte à la fin de 1697, pas plus qu'à dix-sept ans ».
Dans le livre de Hale, publié en 1697, il est mentionné une fille affligée qui a souffert de « manifestations diaboliques » jusqu'à sa mort et qui est morte seule. Abigail Williams, Elizabeth Hubbard et Mary Warren sont portées disparues dans les dossiers à l'époque ; il est donc possible que Hale faisait référence à Williams.
L'emplacement de la tombe d'Abigail Williams est inconnu.
Le presbytère de Salem Village, où Abigail Williams vivait à l'époque des procès des sorcières de Salem, a été fouillé en 1970 et est ouvert aux visiteurs.

## Dans les œuvres de fiction
Abigail Williams joua un rôle significatif dans l'affaire des sorcières de Salem et se trouve, de ce fait, être un personnage central de la pièce d'Arthur Miller, Les Sorcières de Salem (The Crucible).
Quoique cette pièce soit fondée sur les faits véritables du procès des sorcières de Salem, elle n'est pour autant pas entièrement exacte d'un point de vue historique. Pour accentuer la tension dramatique, Arthur Miller fit d'Abigail Williams un personnage plus âgé. Dans la pièce, elle a en effet 17 ans et a une liaison avec John Proctor, qui se voit rajeunir, lui aussi, d'une trentaine d'années.
La véritable Abigail avait seulement 11 ans et vivait à plus de 18 km de la ferme de Proctor : distance très significative à l'époque, rendant toute liaison presque impossible.
Le personnage d'Abigail Williams apparait aussi dans le film L'Apprenti sorcier de Jon Turteltaub où elle occupe le rôle d'une sorcière emprisonnée dans une poupée Gigogne par Baltazar Blake puis libérée par Maxime Orvath dans le but de voir la fée Morgane en sortir à son tour.
Abigail Williams est aussi l'un des personnages clés du roman de Maryse Condé, Moi, Tituba sorcière, qui retrace de façon fictive la vie de l'esclave amérindienne, Tituba, qui fut accusée de sorcellerie pendant les procès de Salem. Dans ce roman, Abigail est la nièce de Samuel Parris, est est décrite comme plus sournoise et malicieuse que sa cousine Betty Parris. Tituba étant le narrateur du roman, elle décrit Abigail comme une menteuse lors des manifestations de symptômes d'ensorcellements.
Dans Murdered: Soul Suspect, son fantôme coincé sur Terre depuis 300 ans se révèle être le coupable des meurtres du Crieur des morts, qui sont en fait des policiers qu'elle possède successivement pour continuer son œuvre de persécution des sorcières/mediums. On notera que le jeu la représente sous un aspect plus vraisemblable de jeune adolescente, eu égard à son âge, mais commet une erreur historique en imaginant qu'elle fut exécutée pour dénonciations calomnieuses.
Elle apparaît également dans une chanson du groupe Motionless In White. Chanson nommée Abigail, dans l'album Creatures de 2010.
Dans le jeu mobile Fate/Grand Order de Type-Moon, elle apparaît sous la forme d'une Servant de classe « Foreigner » et serait connectée aux créatures d'horreurs de la fiction d'Howard Phillips Lovecraft[réf. nécessaire].